# Kingdom Hearts 3D: Dream Drop Distance
Kingdom Hearts 3D: Dream Drop Distance (キングダム ハーツ 3D [ドリーム ドロップ ディスタンス]?, Kingudamu Hātsu 3D [Dorīmu Doroppu Disutansu]), abbreviato talvolta come KH3D, è un action RPG sviluppato e pubblicato da Square Enix esclusivamente per Nintendo 3DS rivelato all'E3 2010. È stato creato dallo stesso team di sviluppo che ha lavorato su Kingdom Hearts Birth by Sleep, che fa parte dello Square Enix 1st Production Department. Tetsuya Nomura, direttore e character designer della saga, rivelò in un'intervista che il "3D" del titolo non era altro che l'abbreviazione di "Dream Drop Distance". Il titolo, a detta di Nomura, dal punto di vista dell'importanza e della trama è da considerarsi al pari di un capitolo numerato della serie.
Kingdom Hearts Dream Drop Distance HD, versione in alta definizione del gioco, è stato annunciato il 15 settembre 2015 come parte della raccolta Kingdom Hearts HD 2.8 Final Chapter Prologue per PlayStation 4.
Il gioco è stato pubblicato fuori dal Giappone tradotto solo in lingua inglese, francese e tedesca, generando il malcontento tra gli altri fan della serie (tra i quali quelli italiani e quelli spagnoli) che non hanno ricevuto una localizzazione ufficiale. A tal proposito vennero create alcune petizioni per richiedere la traduzione del gioco, e alcuni gruppi di modder indipendenti hanno ovviato al problema negli anni seguenti programmando alcune patch che traducessero il gioco in tali lingue. Al Lucca Comics & Games 2016, il produttore della serie Shinji Hashimoto ha rivelato che Kingdom Hearts Dream Drop Distance HD sarebbe stato completamente tradotto e localizzato anche in italiano e spagnolo.

## Ambientazione
Dream Drop Distance è ambientato appena dopo Coded e l'epilogo di Kingdom Hearts II: Sora e Riku sono stati avvertiti del pericolo che comporta il ritorno del maestro Xehanort e sono quindi stati convocati da Topolino e Yen Sid per mettere alla prova le loro abilità da custodi del Keyblade.
Come suddetto Dream Drop Distance si disloca in vari mondi, alcuni originali già visti negli altri capitoli (quali le Isole del destino e il Mondo che non esiste) e altri (la maggior parte) tratti da lungometraggi Disney che qui sono un tipo particolare di mondi: i così definiti "Mondi dormienti", quei mondi che non furono liberati del tutto dell'Oscurità cadendo in un limbo letargico per proteggersi da questa. In questo capitolo tutti i mondi giocabili derivati da proprietà Disney sono (escludendo la frazione della Torre misteriosa presente nel mondo de la Sinfonia della stregoneria) inediti e per la seconda volta in un Kingdom Hearts, dopo Port Royal e Space Paranoids in Kingdom Hearts II, un mondo è tratto da un film dal vivo con il mondo de la Rete, tratto da Tron: Legacy.

## Modalità di gioco
I personaggi giocanti sono Sora e Riku, il controllo tra i quali è alternato durante il gioco grazie al "sistema di Caduta" (Drop System), elemento visibile già nel primo trailer e descritto da Nomura come più facile da capire giocando: il sistema permette di alternarsi tra i due protagonisti in maniera semiautomatica durante il gioco ed è gestito da una barra, la "barra di Caduta" (Drop Gauge) appunto, che si svuota in tre fasi col passare del tempo e cambiando colore (blu nella prima fase in cui è più piena, verde-gialla nella seconda, e magenta nella terza e ultima) a seconda di quanta ne è rimasta. Lo svuotamento della barra non è uniforme ed è indicato da un moltiplicatore, ma può svuotarsi ulteriormente se Sora o Riku sono sotto l'effetto di status negativi; tuttavia essa può essere riempita o il moltiplicatore ripristinato mediante l'uso di oggetti e abilità. Una volta che la barra si svuota del tutto, il giocatore ha trenta secondi prima che il personaggio in uso "cada", appunto, nel sonno e venga cambiato forzatamente; se ciò dovesse avvenire durante una battaglia contro un boss, quando il personaggio verrà ripreso, la battaglia verrà resettata e dovrà essere affrontata da capo. Altra componente del sistema di Caduta sono i punti Caduta (PC, in inglese Drop Points), ottenuti sconfiggendo Divorasogni; questi punti entrano in gioco proprio quando avviene il cambio di personaggio: il giocatore infatti, prima di continuare la partita, si ritroverà in un menù nel quale acquistare dei bonus temporanei per il personaggio che andrà a giocare, e i punti non utilizzati sono convertiti automaticamente in munny. In un'intervista, Tai Yasue affermò che la barra venne sviluppata affinché le storie di Sora e Riku venissero sentite legate tra loro dai giocatori, contrapponendo l'esempio di Birth by Sleep in cui le partite di ognuno dei tre protagonisti sono divise tra loro sebbene la trama sia interconnessa. A detta di Nomura, il gioco dura circa trentacinque ore non contando missioni secondarie, minigiochi e potenziamento dei personaggi.
Il gameplay di base di Dream Drop Distance per molti versi è simile a quello di Birth by Sleep e si basa anch'esso su una barra dei comandi grazie alla quale possono essere selezionati ed eseguiti attacchi fisici e magici, al quale è stato aggiunto un nuovo sistema di movimento che dà la possibilità a Sora e Riku di muoversi velocemente e acrobaticamente attraverso l'ambiente nonché di combattere, definito "Fluimoto" (Flowmotion): questo sistema permette ai giocatori di interagire totalmente con lo scenario circostante usando muri e pali per slanciarsi e compiere nuovi tipi di attacco. Durante il Fluimoto, il personaggio non subisce contraccolpo se viene colpito ma subisce comunque danni. Talvolta, durante uno scontro o nell'avanzamento di un mondo, Sora o Riku potranno anche iniziare un peculiare evento chiamato "Cambiarealtà" (Reality Shift), che varia da mondo a mondo garantendo effetti diversi ogni volta che lo si attiva: durante le battaglie esso è un potente attacco che può essere attivato dopo che un nemico colpito viene evidenziato in rosa, mentre durante l'esplorazione serve a sbloccare nuove aree e avanzare. Sora e Riku sono anche accompagnati da una coppia di Spiriti, che li assistono in battaglia e coi quali si possono anche compiere attacchi combinati mediante il "sistema di Unione" (Link System): Sora compie questi attacchi assistito dai suoi Divorasogni come negli attacchi Limite dei precedenti giochi, Riku invece si fonde con loro ottenendo temporaneamente nuovi poteri similmente agli Stili di comando di Birth by Sleep.
La prima volta che si visita un mondo, Sora e Riku devono superare un minigioco a tema chiamato "modalità Tuffo" (Dive Mode), nel quale si stanno "tuffando" in caduta libera verso il mondo in questione. Una volta completato l'obiettivo del tuffo, il portale per il mondo viene sbloccato e vi si potrà liberamente accedere.

### Struttura
Dopo la distruzione di Ansem e Xemnas per mano di Sora e Riku, il maestro Xehanort è ritornato in vita. Per contrastarlo, Yen Sid decide di sottoporre Sora e Riku all'esame del Simbolo di maestria per determinare se siano sufficientemente pronti a essere riconosciuti come maestri del Keyblade e quindi in grado di sventare la minaccia di Xehanort.
Tetsuya Nomura ha dichiarato che il gioco ruota attorno ai temi della fiducia e dell'amicizia. La trama ha connessioni con Kingdom Hearts Coded, Kingdom Hearts Birth by Sleep e Kingdom Hearts 358/2 Days, e Tetsuya Nomura ha affermato che come per Birth by Sleep, la storia è rilevante al pari di un titolo numerato. L'impostazione di Dream Drop Distance è la classica basata su più mondi; diversi mondi originali della serie fanno ritorno, come la Città di mezzo e le Isole del destino, ma tutti i mondi basati sulle storie Disney sono nuovi, come quelli basati su Il gobbo di Notre Dame e Pinocchio.
In un'intervista, Nomura disse che il gioco si sarebbe svolto, almeno parzialmente, sull'esame e affermò anche che a un certo punto del gioco, Sora e Riku avrebbero avuto nuovi vestiti. La storia del gioco ha anche molte connessioni con Kingdom Hearts III e Nomura l'ha definito come il "prologo alla battaglia finale contro Xehanort".

## Trama
In un flashback, nello studio di Ansem il Saggio, vengono mostrati Even, Ienzo, Dilan e Aeleus al suolo mentre si dissolvono nelle tenebre e Braig e Xehanort al loro fianco: Braig è confuso dal comportamento del compagno e mentre esige spiegazioni da Xehanort, questi evoca l'Innominata e lo trafigge estraendogli il cuore, asserendo che il suo nome sia "Ansem".
Nel frattempo, alle Isole del destino, Sora e Riku sono in procinto di partire. La loro zattera incappa ben presto in una tempesta, e qui i due giovani vengono affrontati da una sorta di fantasma di Ursula; una volta sconfitta, i due vengono scaraventati in mare dove, privi di sensi, evocano inconsciamente il Keyblade chiudendo una Serratura apparsa davanti a loro, aprendo così il passaggio verso gli altri Mondi dormienti. Intanto l'Ansem incorporeo li osserva.
Ha così inizio il viaggio di Sora e Riku, una prova che, una volta portata a termine, decreterà i due ragazzi veri maestri del Keyblade. Colui che li ha spediti indietro nel tempo, al giorno in cui le Isole del destino erano diventate preda dell'Oscurità, è infatti il maestro Yen Sid in modo che essi vengano guidati verso il regno dei Mondi dormienti (ovvero quei mondi che non sono stati liberati completamente dall'Oscurità, ma che risiedono in una sorta di "limbo" in attesa di essere risvegliati attraverso le Serrature che vi si nascondono al loro interno). Il compito di Sora e Riku per essere nominati Maestri è proprio quello di trovare e chiudere queste sette Serrature e riportare i Mondi dormienti alla normalità, per poi tornare sani e salvi alla Torre misteriosa, nel presente. Fin dal loro approdo alla Città di mezzo, il secondo Mondo dormiente, Sora e Riku si rendono conto di avere abiti diversi e di essere stati separati. Come fatto notare da Joshua, infatti, essi risiedono in due diverse entità parallele dello stesso mondo, come se in qualche modo fossero separati da un muro invisibile. I due ragazzi, durante il viaggio, vengono ripetutamente a contatto con un misterioso giovane dai capelli argentati che indossa lo stesso soprabito nero appartenuto ai membri dell'Organizzazione XIII, e che confonderà la mente dei due con frasi enigmatiche. Sora e Riku si ritrovano anche faccia a faccia con rispettivamente Xemnas e Ansem, a quanto pare redivivi ed entrambi in compagnia del misterioso ragazzo.
Intanto, nel mondo reale, Axel ricorda la promessa fatta a Roxas e Xion, in cui giurava di essere sempre pronto a riportare i propri amici indietro, risvegliandosi all'interno del laboratorio di Ansem il Saggio al Giardino radioso, insieme agli altri discepoli di Ansem, i quali sono tornati umani a seguito della distruzione dei loro Nessuno e Heartless. Lea si rende però conto che all'appello mancano Braig e Isa. Alla Torre misteriosa, un messaggio portato nel becco da Diablo avverte Topolino, Paperino, Pippo e Yen Sid della cattura di Minni da parte di Malefica e Pietro, penetrati all'interno del Castello Disney. Il Re e i suoi due fidati amici corrono a salvare la Regina, e Malefica lo ricatta dicendogli che in cambio dell'incolumità di Minni voglia i dati del "cyberspazio": davanti al rifiuto di Topolino, Malefica si accinge ad attaccarli ma l'intervento di Lea riesce a liberare Minni dalla morsa di Malefica e Pietro, costringendoli e ritirarsi, gesto che gli fa guadagnare la fiducia di Topolino. Tornati alla Torre, Lea avverte i presenti che Xehanort non era "resuscitato" al Giardino radioso mettendo in allarme Yen Sid, che inizia a temere ci sia il suo zampino dietro la fallita ricezione della posizione esatta di Riku e Sora nei Mondi dormienti. Topolino decide così di partire alla loro ricerca per verificare che vada tutto bene con l'esame. Lea intanto fa anche un'altra inizialmente misteriosa richiesta a Yen Sid: essere addestrato come custode del Keyblade.
Dopo aver sbloccato le sette serrature, Sora si ritrova dirottato al Mondo che non esiste, atteso da Xigbar e dal ragazzo dai capelli argentei, con quest'ultimo che lo fa cadere in un sonno profondo e lo porta al Castello che non esiste. Sora però, ormai disorientato e in balia dell'Organizzazione, nei suoi sogni si accorge della presenza di quelle che sembrano visioni di tutte le persone che in qualche modo sono collegati a lui quali Roxas, Ventus e Xion, ma anche Terra, Aqua e Naminé. Arrivato ai piedi del Castello che non esiste onirico, Sora viene quindi intercettato da Xemnas, Xigbar e il ragazzo dai capelli argentei, che gli svelano infine la verità: erano stati loro a dividerlo da Riku e a marchiarlo affinché sapessero sempre dove si trovasse e potessero portarlo in quel posto in quell'esatto momento. Il ragazzo dai capelli argentei rivela di essere Xehanort da giovane, raggiunto nel passato da Ansem, studioso dell'Oscurità dopo che l'apprendista di Ansem il Saggio si era diviso in Heartless e Nessuno. I requisiti per poter tornare indietro nel tempo sono infatti due: abbandonare il proprio corpo fisico, e tornare in un'epoca in cui esista un'altra versione di te stesso. Xehanort dunque aveva abbandonato il proprio corpo trasformandosi in Heartless ed era tornato all'epoca in cui esistesse una sua controparte giovane alle Isole del destino. Qui l'Heartless aveva donato al giovane Xehanort il potere del viaggio nel tempo incaricandolo di fare in modo che quando il maestro Xehanort fosse tornato in vita egli avesse reclutato per allora altri dodici corpi in cui trasferire il suo cuore. Il suo Heartless, ovvero Ansem, avrebbe invece atteso sulle Isole in modo da impossessarsi un giorno di un nuovo corpo e radunare sette cuori di pura luce. Il giovane Xehanort aiutò quindi Xemnas nel formare l'Organizzazione XIII e a creare un Kingdom Hearts artificiale con i cuori liberati dal Keyblade; Ansem, invece, dopo aver convinto Malefica a radunare le sette Principesse del cuore, si era impossessato del corpo di Riku nel primo capitolo della saga. Xemnas rivela a Sora che la prima Organizzazione era stata creata proprio per trovare altri contenitori adatti a poter ospitare parte del cuore tenebroso del maestro Xehanort, ma venendo sconfitti da Sora e Riku durante i precedenti capitoli della saga, la quasi totalità di loro si rivelò inadatta a questo compito per debolezza fisica, d'animo o di cuore, o anche perché qualcuno aveva preso fin troppa coscienza di sé stesso. Prevedendo questo possibile fallimento, Xehanort aveva elaborato un piano di riserva, mandando il proprio Heartless indietro nel tempo allo scopo di creare una seconda Organizzazione composta da altre versioni di sé appartenenti a tempi diversi. Tra i pochi idonei prescelti della precedente vi era anche Xigbar, che rivela infatti di avere già dentro di sé una parte del cuore di Xehanort (che essendo intriso di pura Oscurità, rende gli occhi caratteristicamente dorati a chi diviene un suo contenitore). Essendogli stato donato il potere di viaggiare nel futuro in luoghi dove altre versioni di sé fossero presenti, il giovane Xehanort aveva portato con sé Ansem e Xemnas prima che Sora li distruggesse nei capitoli principali della saga in modo da fondare la nuova Organizzazione XIII. Il giovane Xehanort rivela anche che aveva individuato già tutti i suoi componenti: l'ultima scelta era ricaduta su Riku, ma poiché il ragazzo aveva sviluppato un'innata resistenza all'Oscurità avevano deciso di optare per Roxas; questi si era però riunito con Sora, e dunque il tredicesimo posto era stato riservato proprio a lui. Sora però non si arrende e si prepara a combattere Xemnas, vincendo lo scontro ma indebolendosi quanto basta al giovane Xehanort per farlo cadere in un malizioso sonno.
Riku intanto si ritrova nei sotterranei del Castello che non esiste e va alla ricerca di Sora. Una volta trovato l'amico, Riku nota il suo stato catatonico e gli intima di non seguire i sogni invano e, dopo aver sconfitto anche l'Incubo incarnazione dell'oscuro sonno in cui era immerso, trova ad attenderlo Ansem, studioso dell'Oscurità. Quest'ultimo gli spiega che mentre Sora aveva davvero viaggiato all'interno dei Mondi dormienti, Riku era diventato a sua volta un Divorasogni, viaggiando per tutto il tempo non all'interno dei sogni di quei mondi bensì in quelli di Sora, e le sue azioni non hanno fatto altro che proteggere l'amico dall'Oscurità. Ansem rivela a Riku i propri piani scontrandosi con lui, ritenuto ormai inutile per l'Organizzazione. Riku affronta nuovamente l'Oscurità che tempo prima aveva attanagliato il proprio cuore e vince lo scontro riuscendo a tornare nel mondo reale, ritrovandosi sull'orlo del baratro che separa il Castello che non esiste dalla Città oscura. Una volta all'interno del Castello raggiunge Sora giungendo Dove il Nulla si raccoglie (la Sala circolare, dove si incontravano i membri dell'Organizzazione XIII), in cui si sta per radunare la Vera Organizzazione XIII in trepidante attesa del ritorno del proprio leader: il maestro Xehanort. Sora siede nel trono più basso, incosciente. Riku viene quindi fermato dal giovane Xehanort, che gli racconta il loro piano, e viene raggiunto da Topolino, che ferma il tempo con Stopza immobilizzando tutti i presenti eccetto lui e Riku così da poter salvare Sora. Il giovane Xehanort, sotto l'influenza del maestro in procinto di arrivare tra i presenti, riesce a manipolare il tempo stesso e a liberarsi dalla magia, iniziando un duello con Riku: lo scontro dà modo a Stopza di dissiparsi e l'anziano maestro Xehanort fa finalmente ritorno. Egli spiega che il suo intento era sempre stato quello di forgiare il χ-blade in modo da raggiungere e aprire il vero Kingdom Hearts, risucchiato nelle tenebre secoli prima in seguito alla Guerra dei Keyblade. Xehanort rivela anche che durante la Guerra, il χ-blade si ruppe in venti pezzi, sette di pura Luce e tredici di pura Oscurità: il suo obiettivo è quello di radunare questi venti pezzi e farli di nuovo unire tra loro, in modo da forgiare nuovamente la leggendaria chiave. In passato aveva (come egli stesso ammette) frettolosamente tentato di far scontrare un'unica entità di pura Luce e una di pura Oscurità equivalenti - Ventus e Vanitas, in modo da ricreare il χ-blade, ma il tentativo fu un fallimento. Riku e Topolino cercano quindi disperatamente di raggiungere Sora ma vengono immobilizzati da Ansem e Xemnas venendo costretti ad assistere all'adempimento dei piani di Xehanort, ma nella Sala arrivano tempestivamente Lea (salva Sora scontrandosi anche con un'altra delle tredici oscurità: Saïx), Paperino e Pippo. Il tempo concesso alle già formatesi dodici oscurità per radunarsi giunge al termine e, prima di svanire ritornando ognuno al proprio luogo di appartenenza, Xehanort incita Topolino a radunare i suoi sette guardiani della Luce in vista dello scontro tra le due fazioni.
Tornati alla Torre misteriosa, il cuore di Sora è ormai completamente alla mercé dell'Oscurità, il che impedisce al ragazzo di risvegliarsi. Esso però non soccombe completamente in quanto viene protetto dall'armatura del Keyblade che usava Ventus nei suoi viaggi tra i mondi, evocata proprio dal cuore di Ven istanti dopo che Sora cadde vittima del sonno oscuro. Riku decide dunque di tuffarsi all'interno del suo cuore per salvarlo: ivi combatte l'Incubo che tormentava Sora e che aveva preso il controllo dell'armatura. Una volta sconfitto l'essere oscuro, Riku si ritrova all'interno del cuore del suo amico in una proiezione delle Isole del destino: qui vi trova Roxas, Ventus, Xion (della quale Riku non può ricordare) e Ansem il Saggio, che gli consegna i dati di alcune sue importanti scoperte che aveva impiantato al sicuro all'interno del cuore di Sora mentre lo monitorava in attesa che i suoi ricordi si ripristinassero e che il ragazzo si svegliasse. Riku fa quindi ritorno nel mondo reale e Yen Sid lo nomina maestro del Keyblade, inoltre Lea (sotto gli occhi stupefatti di tutti) riesce per la prima volta a evocare il proprio Keyblade. Sora decide di tornare nei Mondi dormienti per continuare il proprio allenamento contro l'Oscurità e passare l'esame: lì si ricongiunge con gli Spiriti con cui aveva stretto amicizia nel suo viaggio e Ventus, percependo la gioia nel cuore di Sora, sorride mentre continua a giacere nella Stanza del risveglio.

### Epilogo -Un altro guardiano della Luce
L'oscurità si risveglia
Alle Isole del destino, il giovane Xehanort sta osservando il tramonto dicendo tra sé e sé come quel mondo fosse troppo piccolo. Da lì a poco, la forma incorporea di Xehanort lo avrebbe raggiunto in quel tempo per spiegargli il piano del maestro.
La luce nell'oscurità
Aqua, al Limitare oscuro, guarda verso il mare.
conduce all'ultima chiave
È passato un po' di tempo da quando Riku è stato nominato maestro e Paperino e Pippo, fuori della Torre misteriosa, si stanno annoiando: Sora è ancora assente e Riku è stato mandato chissà dove da Yen Sid, mentre Lea è ritornato al Giardino radioso per imparare a usare al meglio il suo Keyblade. Poco dopo però i due però rimangono sorpresi quando vedono Riku tornare con qualcuno.
Intanto Yen Sid sta discutendo con Topolino riguardo ai fatti da poco avvenuti e alla scoperta dei piani del maestro Xehanort, parlando delle conseguenze dell'antica Guerra dei Keyblade. Vengono interrotti dal neo maestro Riku che, su ordine diretto di Yen Sid, era andato a prendere un "ospite". L'anziano stregone rivela di aver fatto portare qui questa persona perché era venuto a conoscenza del fatto che fosse in grado di brandire un Keyblade: "l'ospite" misterioso si rivela quindi essere Kairi.

## Kingdom Hearts 10th Anniversary Box
Square Enix ha inoltre messo in commercio due versioni speciali - dette "Box" - in occasione del decimo anniversario della saga. Oltre a contenere Dream Drop Distance, la prima edizione speciale conterrà anche Kingdom Hearts Re:Coded, Kingdom Hearts 358/2 Days, un artbook e delle carte Divorasogni speciali; mentre il secondo è un bundle di Dream Drop Distance contenente anche un 3DS nero in edizione limitata con la scocca rifinita con un motivo ispirato al gioco. La 10th Anniversary Box è stata venduta al pubblico nipponico al prezzo di 15.000¥ (138€ circa) mentre invece il bundle in edizione limitata è disponibile al costo di 21.090¥ (200€ circa). Non è stata però confermata l'uscita di queste due edizioni speciale in Occidente.

## Sviluppo
Il gioco fu annunciato all'Electronic Entertainment Expo 2010 come "Kingdom Hearts 3D Demo" per Nintendo 3DS, dove apparse come una demo giocabile. Esso fu formalmente presentato durante l'evento Square Enix 1st Production Department Premier avuto luogo al Toho Cinemas di Tokyo, in Giappone il 18 gennaio 2011 con un primo trailer e il suo nome ufficiale. Tetsuya Nomura, il creatore della serie, enfatizzò sugli elementi misteriosi della storia, affermando che il gioco "abbatterà tutti gli elementi del passato" e che i giocatori potranno aspettarsi l'inaspettato. Egli confermò anche che il tema principale del gioco era la fiducia. In un articolo di Game Informer, è stato rivelato che era prevista un'apparizione del gioco all'Electronic Entertainment Expo 2011, insieme con un nuovo trailer. Il gioco doveva essere mostrato all'E3 2011 ma questa notizia si dimostrò sbagliata quando il gioco non fu nemmeno menzionato alla conferenza stampa di Nintendo. I dirigenti Square Enix hanno però confermato che il gioco farà la sua prossima comparsa al Tokyo Game Show 2011, dal 15 al 17 settembre 2011.
Nel luglio 2011, un articolo di Famitsu conteneva un'intervista con Nomura, dove egli afferma che lo sviluppo è completo al 40-50%, con la registrazione vocale che dovrebbe cominciare a breve. Nomura afferma anche che ci sarà anche un filmato segreto come negli altri titoli principali. Inoltre nel gioco faranno comparsa nuovi nemici, diversi dagli Heartless, dai Nessuno e dai Nesciens visti nei capitoli precedenti, i Divorasogni, che possono essere di due tipi: Incubi e Spiriti.
Il gioco è stato messo in commercio sul mercato giapponese il 29 marzo 2012, in Europa il 20 luglio, in America il 31 luglio 2012 e in Australia il 26 luglio.

## Accoglienza
Al Tokyo Game Show era presente una demo giocabile che ha valso al gioco il massimo dei riconoscimenti come "Miglior RPG per 3DS" ai Tokyo Game Show Awards di RPG Land,  a seguito di una recensione sul campo che elogiava i combattimenti contro i boss. Anche RPG Site ha elogiato il gioco alla sua prima impressione, definendo la demo "rinfrescante". L'accoglienza dei trailer, delle demo e delle informazioni generali del gioco è stata generalmente positiva, e il gioco è stato classificato tra i venticinque "più attesi" di Famitsū nell'ottobre 2011. La rivista ufficiale di Nintendo lo ha elencato all'ottavo posto nella rubrica "Giochi del 2012". In un sondaggio IGN, si è classificato come il gioco per Nintendo 3DS più atteso per l'estate 2012. Ha anche vinto il "Most Valuable Game Award" dalla rivista Nintendo Power.
Nella sua prima recensione, Famitsu ha assegnato a Dream Drop Distance un punteggio di 10/9/10/9, o un totale di 38/40, nel numero del 22 marzo 2012, che ha reso il gioco il secondo col punteggio più alto della serie per loro, dopo Kingdom Hearts II. Il gioco ha debuttato in cima alle classifiche di vendita di Media Create, vendendo 213 579 copie durante la prima settimana. Si è anche notato che l'uscita ha contribuito a incrementare le vendite della console Nintendo 3DS.  Sebbene il numero di preordini abbia superato quello di Kingdom Hearts 358/2 Days per Nintendo DS, le vendite della prima settimana sono state inferiori. Tuttavia, Media Create ha notato che ciò era dovuto al confronto tra il numero di unità vendute tra il Nintendo DS e il Nintendo 3DS durante il periodo in cui i giochi sono stati distribuiti, dato che il primo aveva venduto più copie del secondo. Il gioco ha continuato ad apparire nei sondaggi di Media Create per diverse settimane, vendendo un totale di 311 688 unità a maggio 2012. In Nord America, il gioco ha venduto 200 000 unità ad agosto 2012, con 180 000 edizioni normali e 20 000 edizioni "Mark of Mastery".
Le pubblicazioni inglesi hanno dato a Kingdom Hearts 3D recensioni moderatamente positive, con punteggi inferiori rispetto ai canali d'informazione giapponesi, generalmente lodando il gameplay e criticando la trama. Ha ricevuto un punteggio aggregato di 75/100 su Metacritic. Lo scrittore di Game Informer Bryan Vore ha elogiato i nuovi elementi di gioco e, a differenza di altri recensori, quanto bene la storia gestisse la trama del franchise, soprattutto perché ambientata dopo quella di Kingdom Hearts II, a differenza di molti altri titoli più recenti della serie. Audrey Drake di IGN ha fatto eco a commenti simili sul gameplay, ma ha ritenuto che la storia a volte non fosse molto interessante. Mark Walton di GameSpot ha elogiato i sistemi di combattimento e il design delle ambientazioni, sebbene avesse desiderato che il gioco non costringesse il giocatore a superare i livelli in modo lineare e liquidò la trama come "labirintica", con dialoghi poveri e motivazioni confuse. Bob Mackey di 1UP.com è stato più duro con il gioco rispetto ad altri recensori, trovando a sua volta la trama incomprensibile e ritenendo che le numerose meccaniche di gioco si combinassero insieme per formare un sistema confuso e frustrante. Il revisore di GameTrailers ha avuto una visione diversa, trovando che la molteplicità di meccaniche avesse dato luogo al "miglior sistema di battaglia della serie fino a oggi" e non è stato così critico sulla trama, anche se ha notato che richiedeva molta conoscenza dei giochi precedenti della serie per poter essere seguito. Leah Jackson di G4 ha attribuito al gioco uno dei punteggi più elevati tra i principali canali d'informazione di recensioni inglesi; sebbene avesse lodi e critiche simili a quelle degli altri revisori, riteneva che il gameplay e la grafica compensassero la trama a volte confusa.